# صخرة اللفت

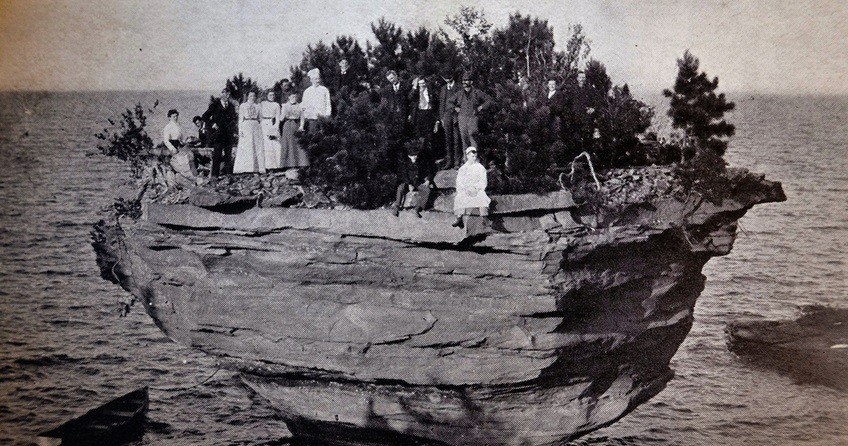

صخرة اللفت (بالإنجليزية: Turnip Rock)‏ هي صخرة تشبه شكل اللفت تقع في بحيرة هرون التي تطل على ولاية ميشيغان الأمريكية (وهي إحدى البحيرات الخمس العظمى الموجودة في أمريكا الشمالية). وشواطئ هذه البحيرة تمتلئ بالصخور، وصخرة اللفت هي أحد هذه الصخور المتميزة.